# Lauren Burns
Lauren Chantel Burns (Melbourne, 8 de junio de 1974) es una deportista australiana que compitió en taekwondo.
Participó en los Juegos Olímpicos de Sídney 2000, obteniendo una medalla de oro en la categoría de –49 kg. Ganó una medalla de bronce en el Campeonato Mundial de Taekwondo de 1997, en la categoría de –51 kg.
En 2001 fue condecorada con la Medalla de la Orden de Australia (OAM).

## Palmarés internacional
| Juegos Olímpicos   | Juegos Olímpicos   | Juegos Olímpicos  | Juegos Olímpicos |
| Año                | Lugar              | Medalla           | Categoría        |
| ------------------ | ------------------ | ----------------- | ---------------- |
| 2000               | Sídney (Australia) | Medalla de oro    | –49 kg           |
| Campeonato Mundial |                    |                   |                  |
| Año                | Lugar              | Medalla           | Categoría        |
| 1997               | Hong Kong (China)  | Medalla de bronce | –51 kg           |